# Lasiacis oaxacensis
Lasiacis oaxacensis är en gräsart som först beskrevs av Ernst Gottlieb von Steudel, och fick sitt nu gällande namn av Albert Spear Hitchcock och Mary Agnes Chase. Lasiacis oaxacensis ingår i släktet Lasiacis och familjen gräs. Utöver nominatformen finns också underarten L. o. maxonii.